# Rhaphiptera albicans
Rhaphiptera albicans är en skalbaggsart som beskrevs av Stefan von Breuning 1940. Rhaphiptera albicans ingår i släktet Rhaphiptera och familjen långhorningar. Inga underarter finns listade i Catalogue of Life.